# 江坂与兵衛
江坂 与兵衛（えさか よへえ、文政5年（1822年） - 明治2年6月20日（1869年7月28日））は幕末期の村上藩士である。

## 経歴
村上藩江戸家老江坂右九衛門の次子として江戸に生まれ、藩主内藤信思の側用人としてその信任を受ける。村上藩は三条方面に分領をもっていたが、これが毎年中ノ口川の水害を受けることから与兵衛は治水工事を起こすことを幕府に許可させ、長岡藩の河井継之助と協力して工事の監督を行い、成功させた。また藩主信思の命を受けて藩内の兵制改革を実施。洋式兵装に改めさせ、訓練を積ませた。これまでの旧式な兵装にこだわる頑迷な藩士たちもいたが、長州征伐の際には与兵衛の先見の明に感服したという。
戊辰戦争時、村上藩は帰順派と抗戦派に分かれて対立したが、与兵衛は帰順派の代表として村上城下に入った新政府軍を先導。このため抗戦派藩士らの恨みを買い、戦後の明治2年（1869年）6月20日早朝、抗戦派藩士島田鉄弥らによって寓居にて暗殺された。享年48。
なお与兵衛暗殺の主犯格とみなされた島田鉄弥は明治3年（1870年）1月19日に自刃している。